# Куртуазна література

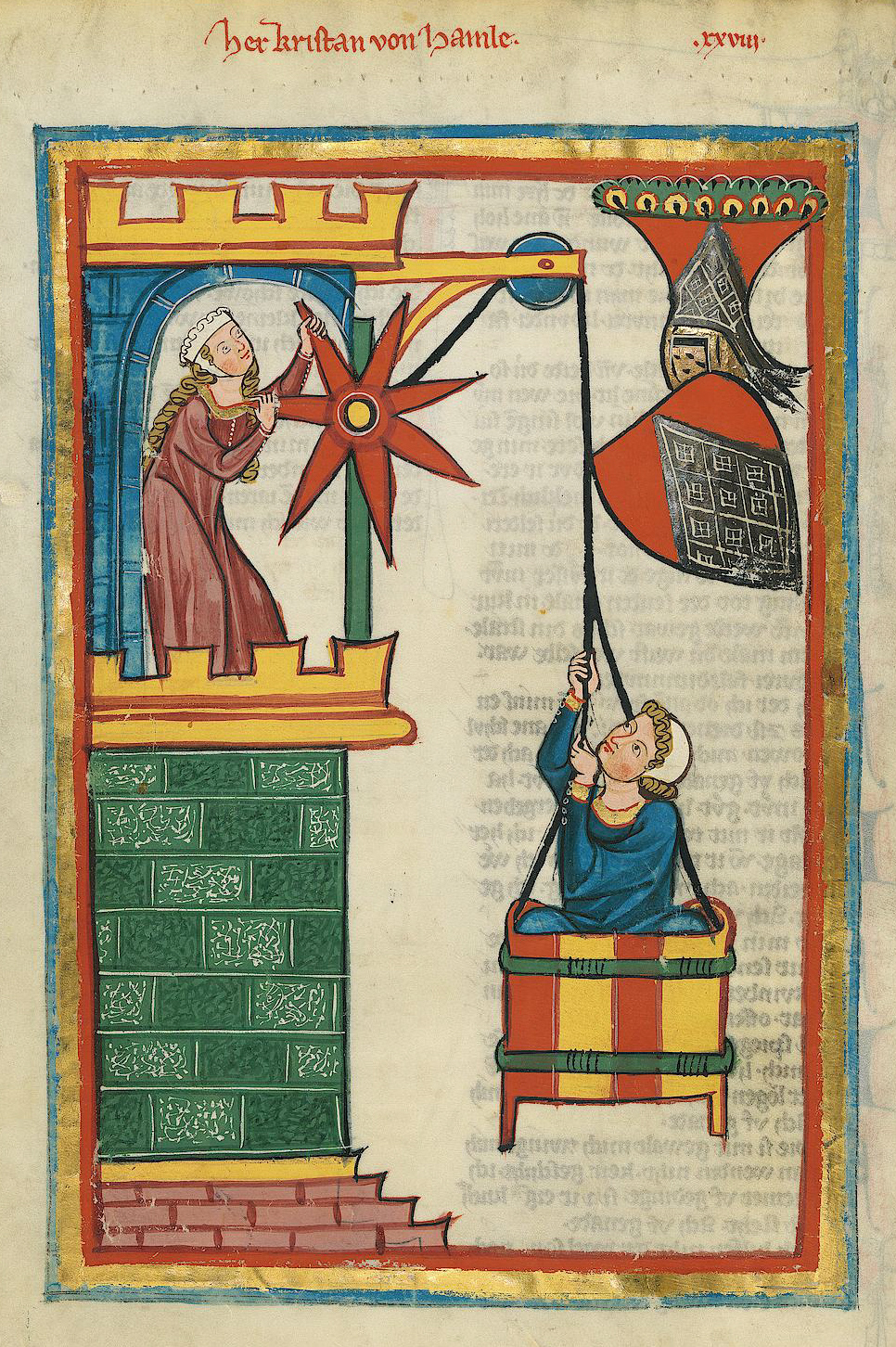
Зустріч закоханих Мініатюра з Манесського кодексу. Бл. 1300 р.

Куртуазна література (фр. courtois — ввічливий, чемний) — світська, лицарська література європейського Середньовіччя з мотивами культу дами (в ліриці) або пригод лицарів (епічні твори), почасти з елементами фантастичності.

## Опис
Куртуазний роман часто вдається до атмосфери казковості. Однією з головних тем в цьому романі є тема кохання до прекрасної дами та здійснення подвигів заради неї. Проте героїв об'єднує лише платонічне кохання. Саме кохання в такому романі повне куртуазності. Загалом, «куртуазний» — той, що орудує усіма видами зброї, вправний в усіх видах мистецтва (спів, гра на різноманітних музичних інструментах, обізнаність в живописі тощо), грає в шахи, знається на морській справі, знає велику кількість іноземних мов.